# Universidad de Granada
La Universidad de Granada (UGR) es una universidad pública española con sede en Granada y con campus en las ciudades de Granada, Ceuta y Melilla. Con siglos de historia a sus espaldas, la institución es la segunda mejor universidad de España y una de las mejores de Europasiendo la cuarta universidad española por número de estudiantes. Además, es miembro del Grupo Coimbra, de la Asociación Universitaria Iberoamericana de Postgrado y el Grupo Tordesillas
La Universidad de Granada fue fundada oficialmente en 1531 por Carlos I de España y V de Alemania. Por tanto, tiene casi quinientos años de historia y es considerada por ello como una de las universidades históricas de España.
La Universidad de Granada se sitúa entre las diez primeras de España y desde hace varios años ocupa el primer puesto en los estudios de traducción e interpretación, impartiendo docencia de lenguas tales como el portugués, italiano, danés, neerlandés, checo, polaco, rumano, búlgaro, ruso, griego moderno, hebreo, árabe o turco, y albergando además el único Centro Ruso que la Fundación Russkiy Mir mantiene en España. A nivel mundial, es una de las cincuenta mejores universidades en ingeniería informática y una de las cien primeras en matemáticas.
La UGR es desde hace varios años la primera universidad europea en recepción y envío de estudiantes en el programa Erasmus "tradicional" de movilidad europea, en tanto que en el nuevo programa Erasmus+ es líder a nivel nacional, con alrededor de 5000 movilidades anuales concedidas. Todo ello hace que sea el primer destino europeo dentro de este programa de movilidad.8 Además, ha sido seleccionada como una de las mejores universidades españolas por los estudiantes internacionales en la edición 2016 de Study Portals International.
La investigación universitaria granadina es la mejor del sur de España, una de las tres mejores a nivel nacional y se mantiene por tercer año consecutivo entre las 300 mejores universidades del mundo, según la clasificación del Ranking Académico de las Universidades del Mundo (ARWU).

## Historia

### Antecedentes
La universidad en la ciudad de Granada encuentra sus raíces en el siglo XIV, más concretamente en 1349, cuando el rey Yusuf I creó la Madraza de Granada, por lo que se trata de una de las universidades más antiguas del mundo. La Madraza se mantendría en funcionamiento hasta 1499, año en el cual el cardenal Cisneros, incumpliendo las capitulaciones que habían firmado Isabel y Fernando, reyes de Castilla y Aragón, la asalta y la destruye. Como consecuencia de este asalto, la Biblioteca de la Madraza fue quemada en la plaza Bib-Rambla. Esta quema ha sido una de las más grandes que se han producido en Europa, ya que la cultura granadina tenía un amplio comercio del libro y también una alta producción editorial. Cisneros aprovechó esta situación para quemar más bibliotecas, intentando acabar con la cultura nazarí, forzando la conversión. El edificio, una vez la universidad había desaparecido, fue donado por Fernando de Aragón como sede del Ayuntamiento de Granada.

### Fundación

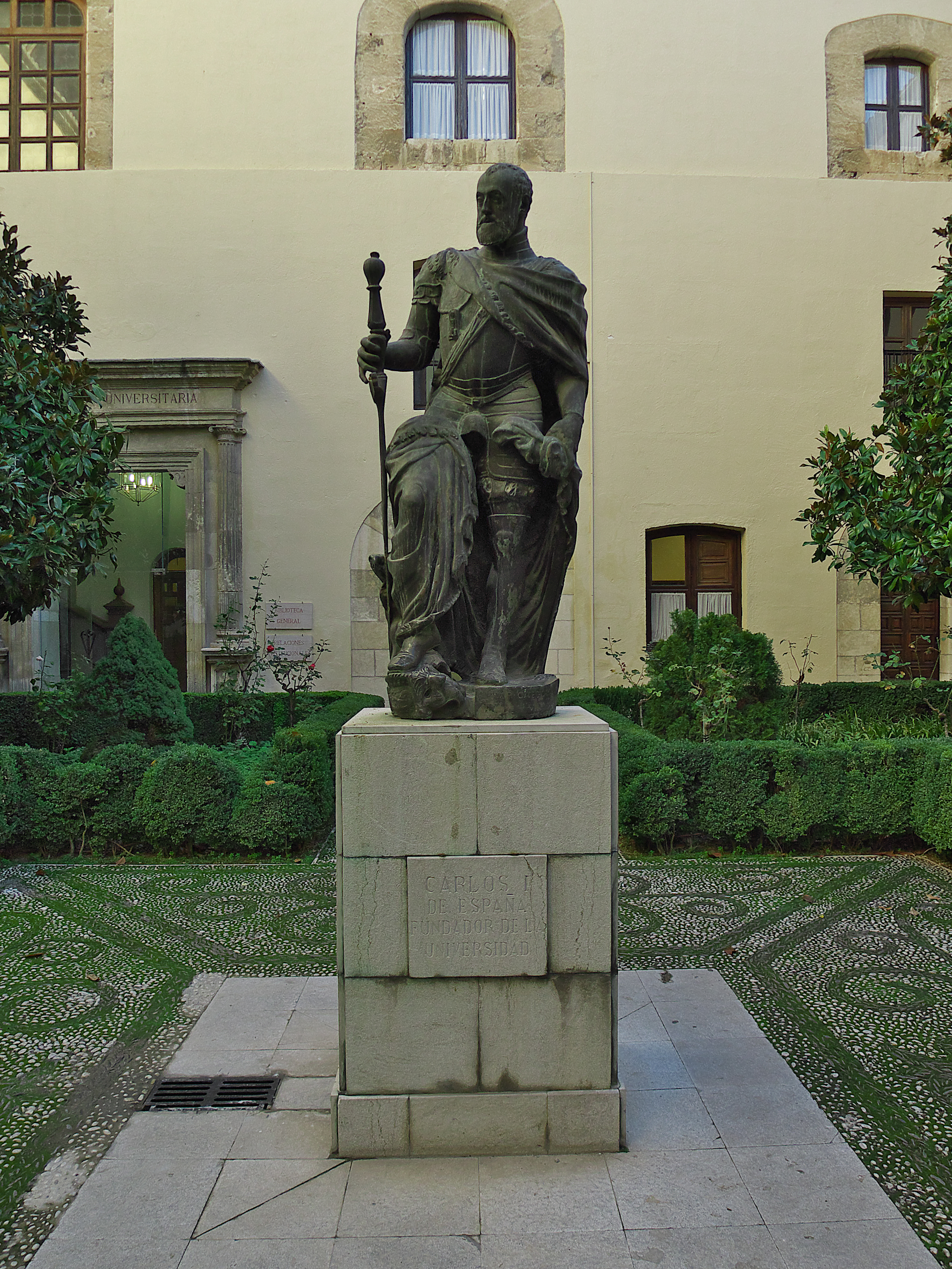
Carlos I de España, fundador de la Universidad

El emperador Carlos I de España (V de Alemania) en 1526 visita la ciudad de Granada y toma la decisión de dotarla de una universidad. De este modo, suya fue la iniciativa de fundar el Colegio Imperial de San Miguel de Granada en 1531, mediante una bula del papa Clemente VII, dando lugar así a lo que hoy conocemos como la Universidad de Granada.

## Granada y la Universidad en la actualidad
Actualmente Granada es la ciudad con la mayor afluencia universitaria del sur de España, siendo así una de las capitales universitarias por excelencia. Granada es una ciudad hecha por y para los universitarios, famosa por su vida nocturna y ambiente estudiantil, además de ofrecer uno de los alojamientos para universitarios más baratos del país. Fue elegida como mejor ciudad universitaria de España. De este modo, las esperanzas de futuro de la ciudad pasan por los beneficios económicos y sociales vinculados a la Universidad, la cual representa la empresa principal de la provincia.
La Universidad también ha supuesto un enriquecimiento cultural de la ciudad, no solo por la gran cantidad de estudiantes extranjeros que atrae (es el primer destino Erasmus) sino también por su política de recuperación de edificios de valor histórico, como son el edificio de la Real Academia de Bellas Artes de Nuestra Señora de las Angustias, el Hospital Real (actual sede del Rectorado) o las facultades de Derecho, Medicina y Traducción e Interpretación. Además, la universidad ha permitido un auge en el ámbito del I+D+i, dotando a la ciudad de modernas instalaciones para tal propósito. Un ejemplo de ello es el Parque Tecnológico de Ciencias de la Salud.
En los últimos años, la UGR ha ido escalando importantes puestos en las clasificaciones de universidades hasta convertirse en una de las mejores del mundo en campos como la informática, las matemáticas y la ingeniería.
Algunos datos actuales de la Universidad de Granada:
- Estudiantes de grado y posgrado: 53818
- Profesores: 3621
- Personal de servicios: 2345
- Titulaciones: 73
- Centros docentes: 27
- Departamentos: 124
- Títulos de Máster Oficial: 106
- Doctorados: 28

La Universidad de Granada es también la institución académica con la velocidad de red más rápida del mundo, hasta 160 Gigabits por segundo (Gbps), sin contar con la velocidad que provee la RedIRIS, la red académica española integrada en la europea red GÈANT.
El contar con campus en las ciudades de Ceuta y Melilla la convierte en la única universidad europea con dos campus en África. 

## Facultades y escuelas

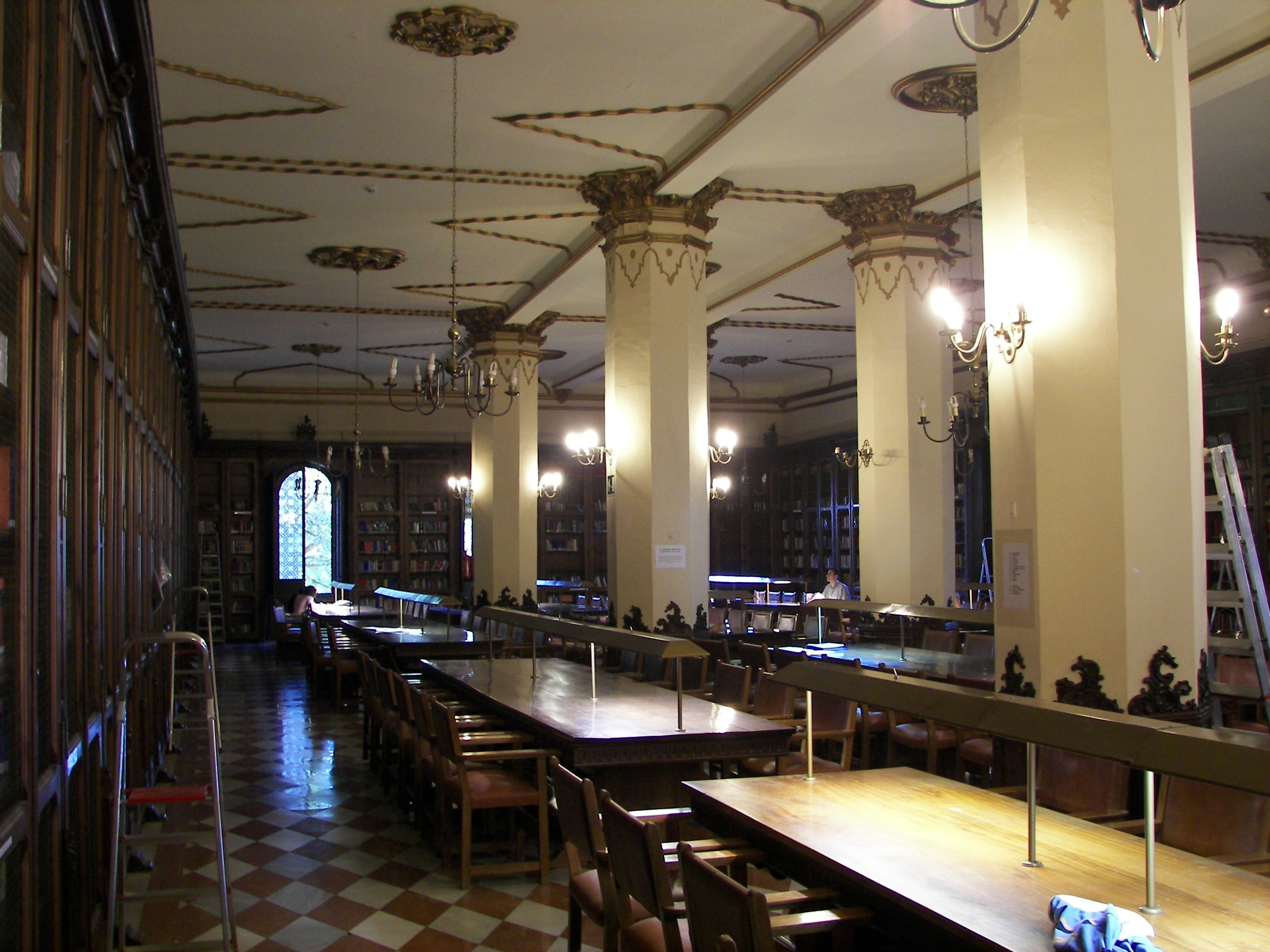
Facultad de Derecho de Granada.

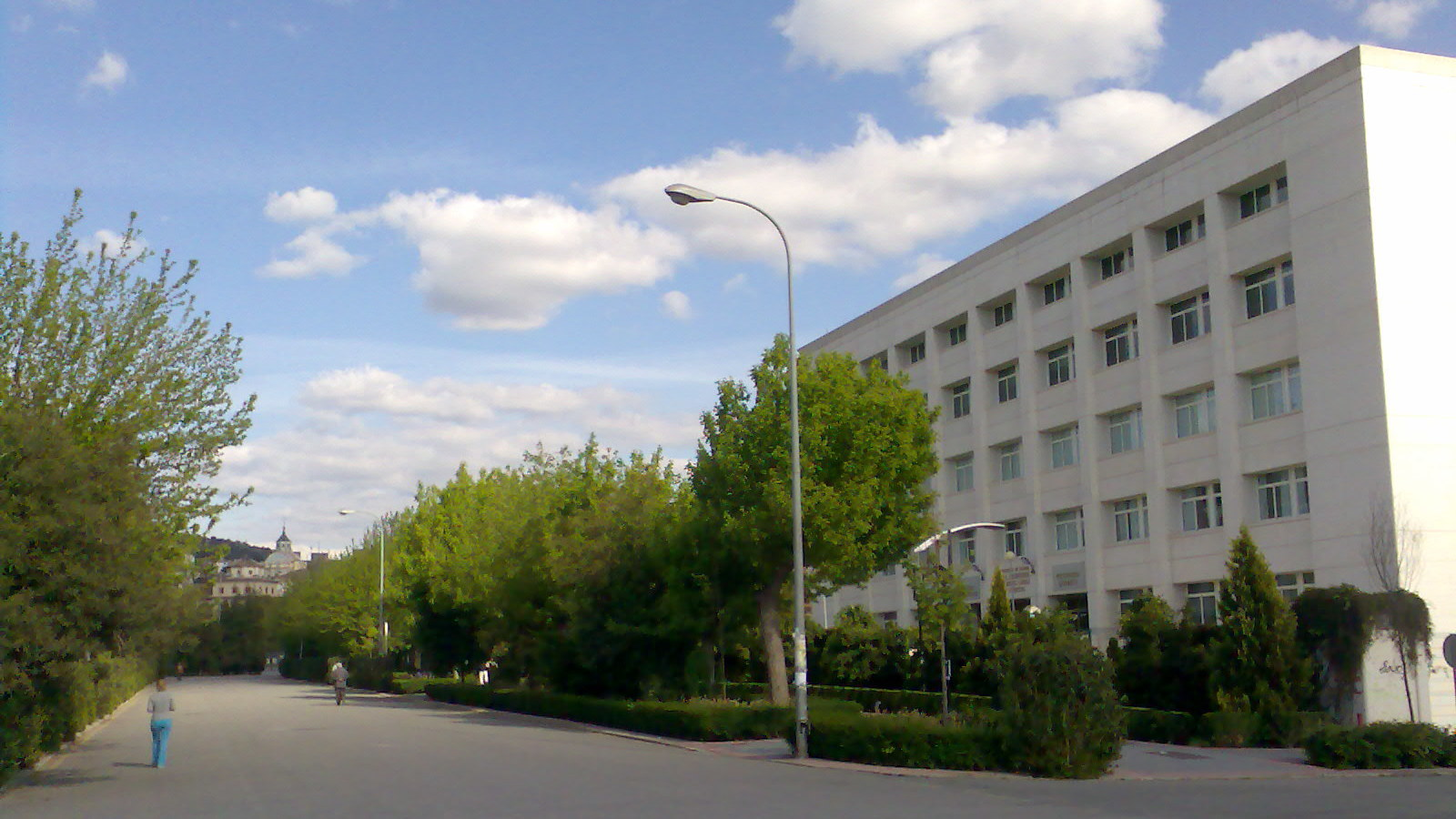
Escuela Técnica Superior de Ingeniería de Caminos, Canales y Puertos de Granada, en los Paseíllos Universitarios.

Los centros docentes (facultades y escuelas) se encuentran repartidos en siete campus universitarios: cinco en la ciudad de Granada (Centro, Cartuja, Fuentenueva, Aynadamar y Ciencias de la Salud), uno en Ceuta y otro en Melilla.

### Campus Centro

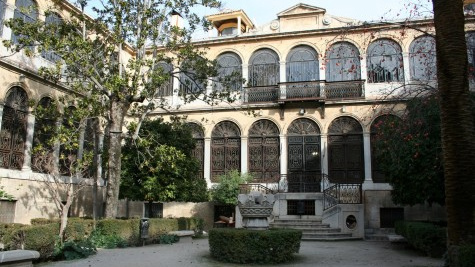
Facultad de Traducción e Interpretación de Granada, en la calle Puentezuelas.

Se trata de un campus urbano, cuyos centros se encuentran repartidos por diferentes puntos del centro de la ciudad de Granada. En este campus se localizan las siguientes facultades:
- Escuela Técnica Superior de Arquitectura
- Facultad de Ciencias Políticas y Sociología
- Facultad de Relaciones Laborales y Recursos Humanos
- Facultad de Derecho
- Facultad de Trabajo Social
- Facultad de Traducción e Interpretación

### Campus de Cartuja

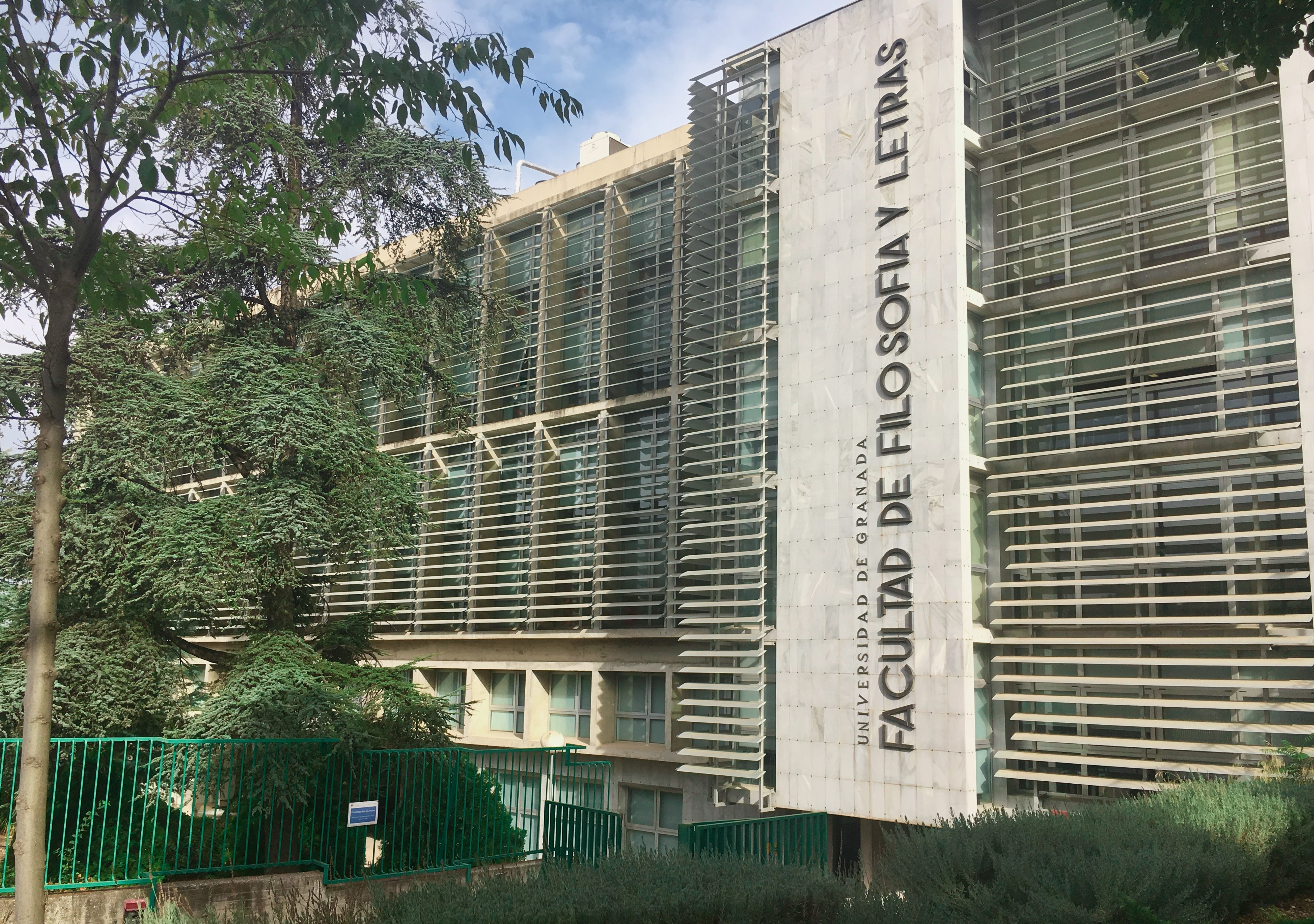
Facultad de Filosofía y Letras de Granada, en el Campus de Cartuja.

Tiene su acceso por el Paseo de Cartuja. Sus centros docentes se distribuyen en las inmediaciones del antiguo monasterio de la Asunción, más conocido como la Cartuja de Granada, y son:
- Facultad de Ciencias del Deporte
- Facultad de Ciencias Económicas y Empresariales
- Facultad de Ciencias de la Educación
- Facultad de Comunicación y Documentación
- Facultad de Farmacia
- Facultad de Filosofía y Letras
- Facultad de Odontología
- Facultad de Psicología

### Campus de Fuentenueva

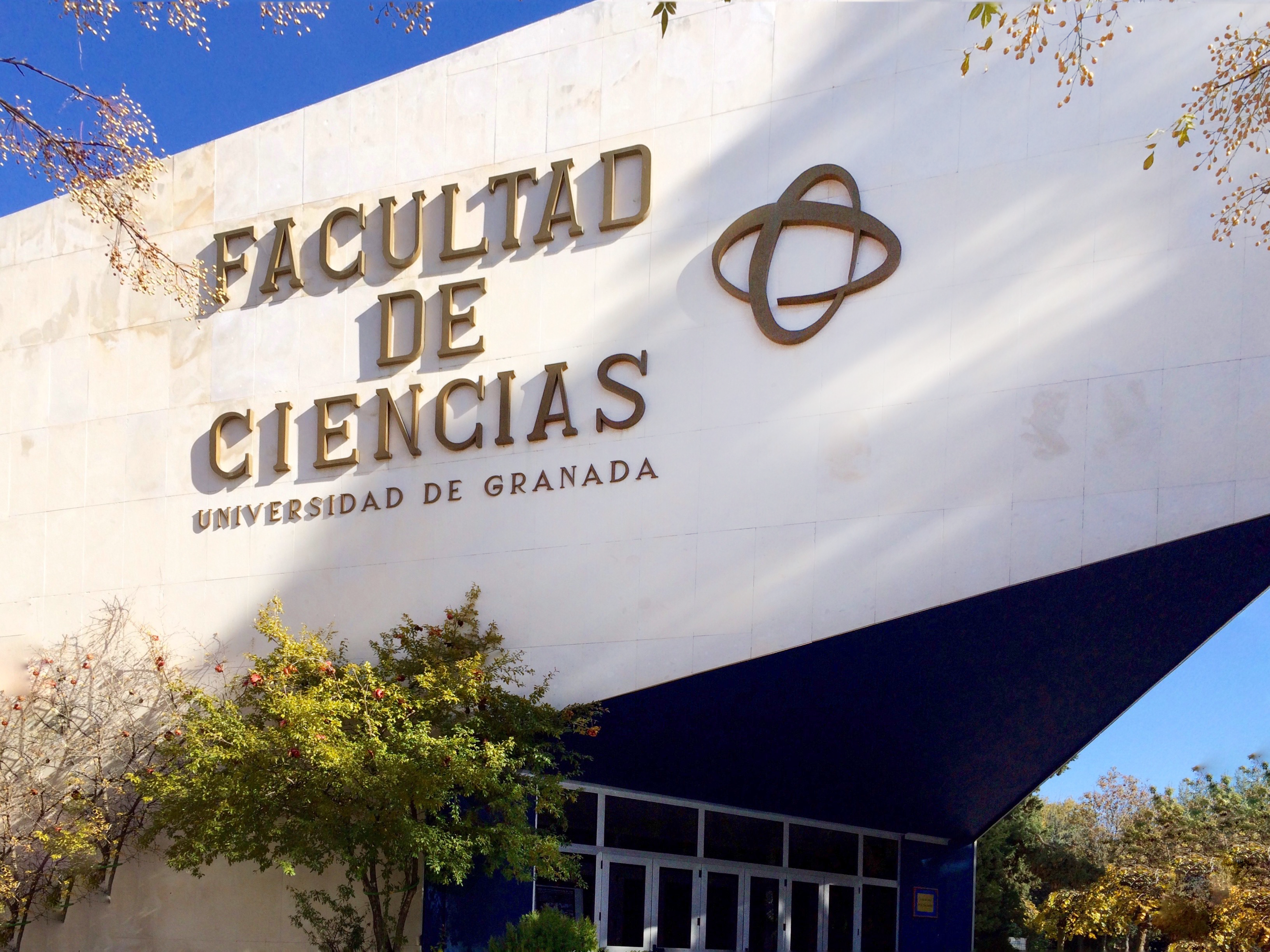
Facultad de Ciencias de Granada, en la avenida Fuentenueva.

Se ubica en la calle Doctor Severo Ochoa, cerca de la Estación de trenes de Granada, teniendo acceso también por el Camino de Ronda, a través de la calle Gonzalo Gallas. Los centros que lo componen son:
- Facultad de Ciencias
- Escuela Técnica Superior de Ingeniería de la Edificación
- Escuela Técnica Superior de Ingeniería de Caminos, Canales y Puertos

También se localizan en el Campus de Fuentenueva centros de investigación científica, así como instalaciones deportivas y de ocio. Es atravesado por el conocido Parque Universitario de Fuentenueva, que comunica en línea recta el Camino de Ronda con el centro de la ciudad. El Campus de Fuentenueva aloja una de las paradas del Metro de Granada.

### Campus de Aynadamar

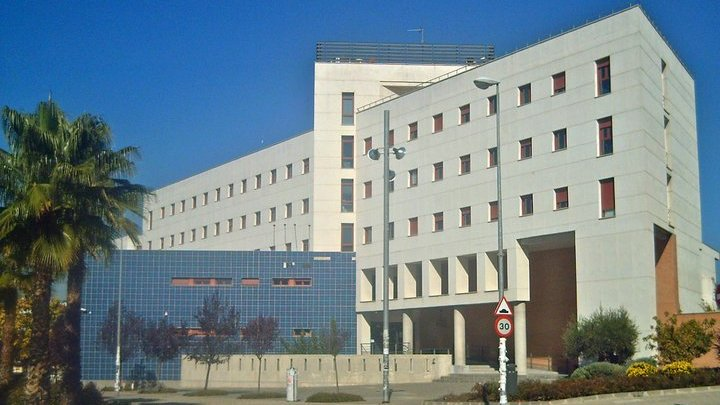
Escuela Técnica Superior de Ingenierías Informática y de Telecomunicación de Granada, en la calle Periodista Daniel Saucedo Aranda.

Se ubica en el barrio del Cerrillo de Maracena y en él se encuentran:
- Facultad de Bellas Artes
- Escuela Técnica Superior de Ingenierías Informática y de Telecomunicación

### Campus Ciencias de la Salud

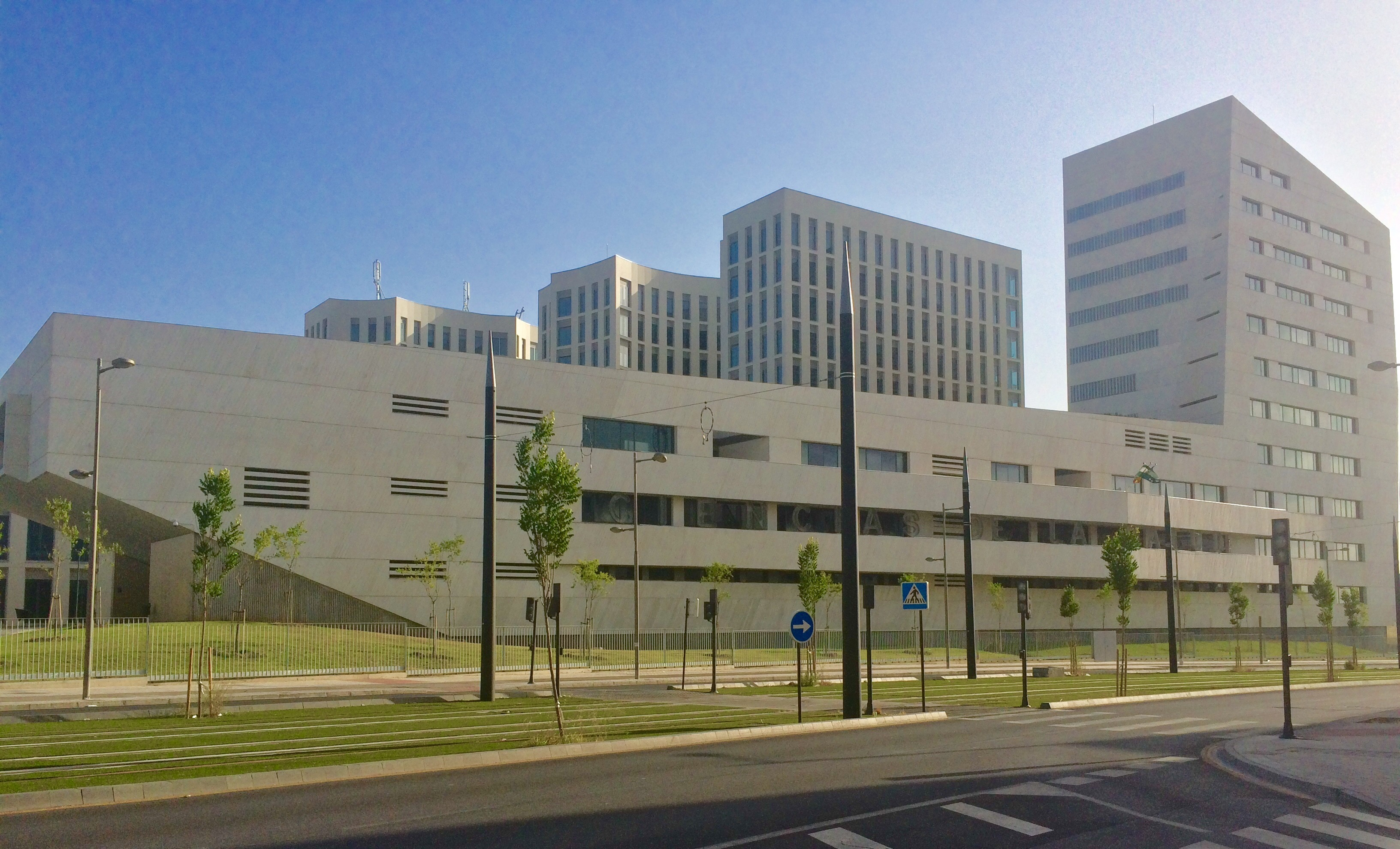
Facultad de Ciencias de la Salud de Granada, situada en el Parque Tecnológico de la Salud.

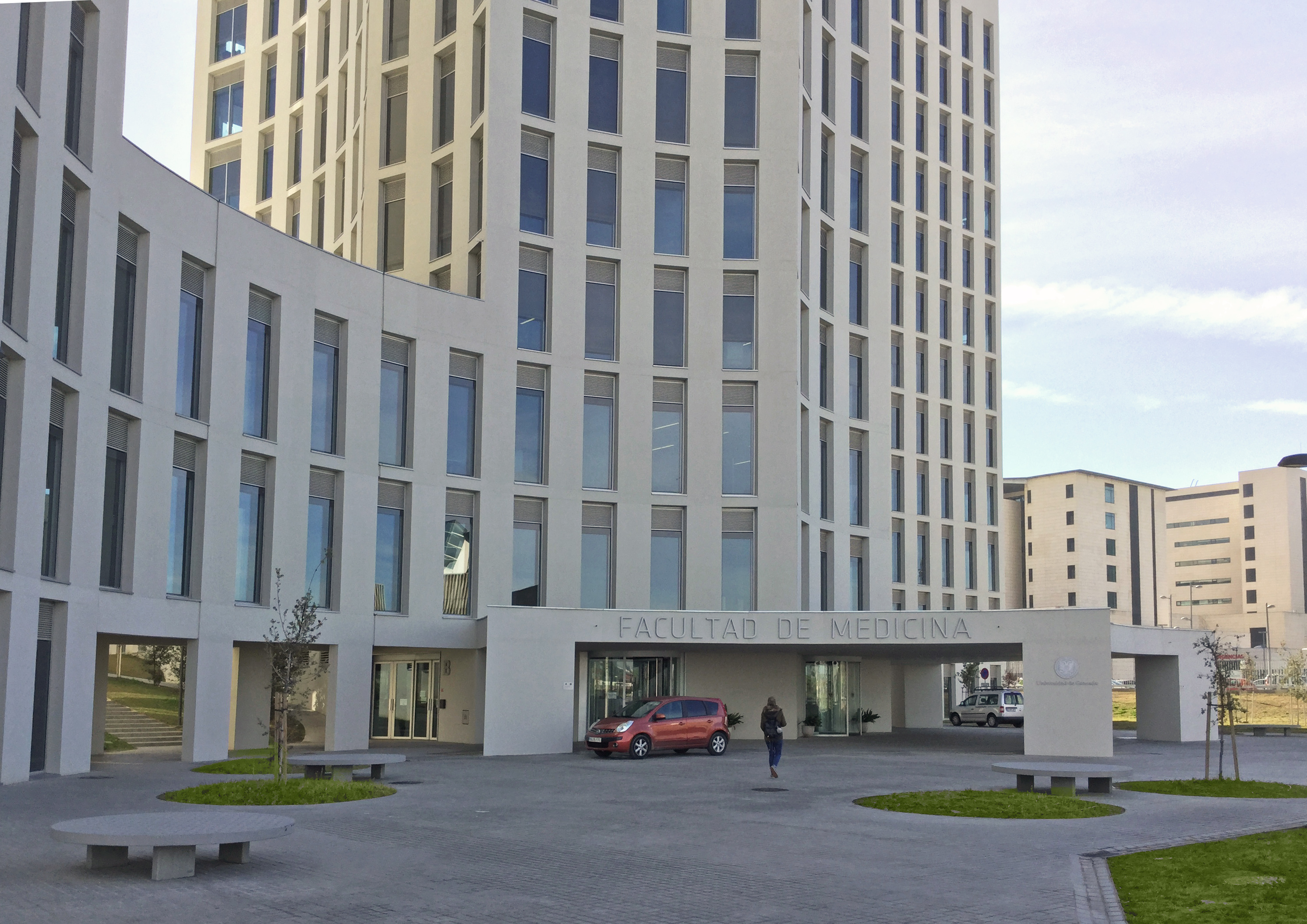
Edificio principal de la Facultad de Medicina de Granada.

Está integrado en el Parque Tecnológico de Ciencias de la Salud, un complejo situado a las afueras de la capital granadina. Se trata de un innovador espacio tecnológico especializado en la docencia, investigación y desarrollo de industrias farmacéuticas, biosanitarias y agroalimentarias, contando en la actualidad con más de doce centros de investigación operativos y casi un centenar de empresas e instituciones.
En este campus se ubican los siguientes centros: 
- Facultad de Ciencias de la Salud
- Facultad de Medicina

El Campus Ciencias de la Salud cuenta con nuevos centros de docencia, investigación y de prácticas, entre ellos el nuevo Hospital del Campus de la Salud. Está conectado al centro de Granada tanto por autobús como por metro, mediante la Línea 1 del Metro de Granada.

### Campus de Ceuta
- Facultad de Ciencias de la Salud de Ceuta
- Facultad de Educación, Economía y Tecnología de Ceuta

### Campus de Melilla
- Facultad de Ciencias de la Educación y del Deporte de Melilla
- Facultad de Ciencias de la Salud de Melilla
- Facultad de Ciencias Sociales y Jurídicas de Melilla

### Centros adscritos
- Centro "Virgen de las Nieves"
- Fundación Pública Andaluza Progreso y Salud. Fundación IAVANTE
- Centro de Magisterio "La Inmaculada"

## Escuela Internacional de Posgrado
Es el centro encargado de gestionar y coordinar todas las enseñanzas de Posgrado, incluyendo los programas internacionales, que están conformadas por:
- Másteres oficiales
- Títulos propios (expertos propios, másteres propios y cursos complementarios)
- Doctorados

Los programas de doctorado están coordinados por las siguientes escuelas:
- Escuela de Doctorado de Ciencias, Tecnologías e Ingenierías
- Escuela de Doctorado de Ciencias de la Salud
- Escuela de Doctorado de Humanidades, Ciencias Sociales y Jurídicas

## Institutos y centros de investigación
- Instituto Interuniversitario de Investigación del Sistema Tierra en Andalucía
- Instituto Universitario de Investigación del Agua
- Instituto Andaluz de Ciencias de la Tierra
- Instituto Universitario de Investigación Andaluz de Geofísica y Prevención de Desastres Sísmicos
- Instituto Andaluz Interuniversitario de Criminología
- Instituto Universitario de Investigación de Biopatología y Medicina Regenerativa (IBIMER)
- Instituto Universitario de Investigación de Biotecnología
- Instituto Universitario de Investigación Carlos I de Física Teórica y Computacional
- Instituto Universitario de Investigación de Desarrollo Regional
- Instituto Universitario de Investigación de Matemáticas
- Instituto Universitario de Investigación Mente, Cerebro y Comportamiento
- Instituto Universitario de Investigación de Migraciones
- Instituto Universitario de Investigación de Neurociencias "Federico Olóriz"
- Instituto Universitario de Investigación de Nutrición y Tecnología de Alimentos "José Mataix Verdú"
- Instituto Universitario de Investigación de Estudios de las Mujeres y de Género
- Instituto de la Paz y los Conflictos
- Centro de Investigación Biomédica (CIBM)
- Centro de Investigación en Tecnologías de la Información y las Comunicaciones (CITIC)
- Centro Tecnológico de Investigación y Desarrollo del Alimento Funcional (CIDAF)
- Centro de Estudios Bizantinos, Neogriegos y Chipriotas de Granada
- Centro Pfizer-Universidad de Granada-Junta de Andalucía de Genómica e Investigación Oncológica (GENYO)
- Herbario
- Instituto Mixto Universitario Deporte y Salud (iMUDS)
- Instituto Andaluz Universitario en Data Science and Computacional Intelligence

## Servicio de Comedores y alojamiento
Entre los servicios que ofrece la Universidad de Granada a la comunidad universitaria destaca el Servicio de Comedores Universitarios, famosos entre los estudiantes por ofrecer menús saludables a bajo precio (3.5€). El Servicio de Comedores también cuenta con el servicio para llevar y tiene sedes en cada uno de los campus universitarios.
Además, la universidad cuenta con una amplia red de alojamiento basado en colegios mayores, que cuentan con más de cincuenta años de historia, y residencias universitarias.